# USS LST-867
O USS LST-867 foi um navio de guerra norte-americano da classe LST que operou durante a Segunda Guerra Mundial.